# Mildred Harnack

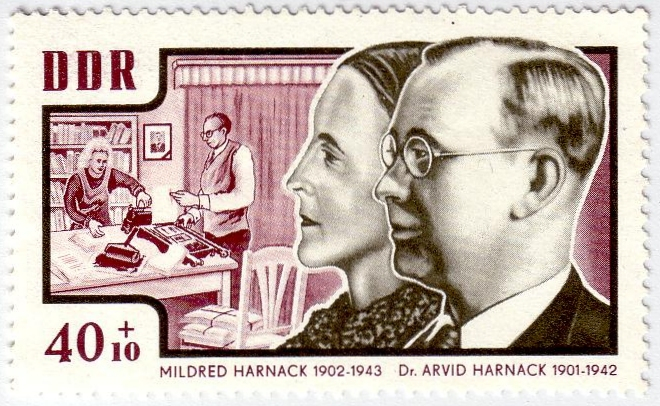

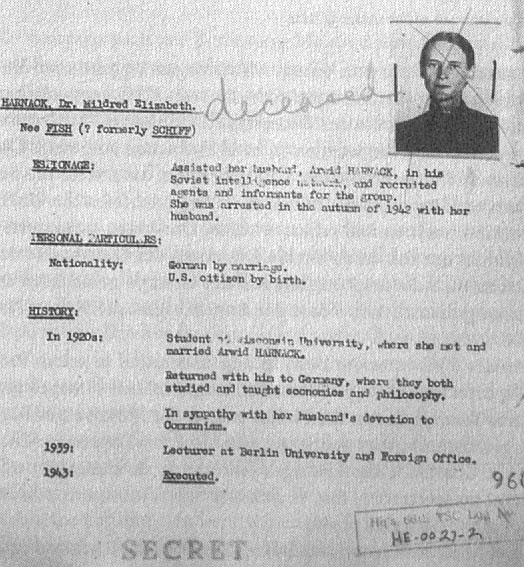
Ficha del Counterintelligence Corps (CIC) de Mildred Harnack como miembro de la Orquesta Roja (RO).

Mildred Harnack (Mildred Elizabeth Fish; n. 16 de septiembre de 1902, Milwaukee, Wisconsin; ejecutada el 16 de febrero de 1943, Berlin-Plötzensee) fue una escritora, traductora e historiadora norteamericana miembro de la resistencia antinazi junto a su esposo Arvid Harnack.

## Biografía
Hija menor de William C. Fish y Georgina Hesketh Fish, se graduó en 1919 en Georgetown (Washington D. C.). En 1926, mientras estudiaba literatura alemana en la Milwaukee State Normal School conoció al jurista Arvid Harnack, becario Rockefeller en la University of Wisconsin de Madison. 
Se casaron y luego de presentar su tesis "A Comparison of Chapman’s and Pope’s translations of the Iliad with the Original" se mudaron a Alemania donde realizó su doctorado en la universidad de Giessen.
En 1930 se trasladaron a Berlín para continuar estudios en la Universidad Humboldt de Berlín becados por la fundación Alexander von Humboldt. Fue traductora y asistente de lecturas, participó en la American Student Association,  American Women’s Club, y la American Church.
En Berlín se interesó en el comunismo y la Unión Soviética adonde viajó con su esposo y otros académicos en 1932. 
En 1933, Harnack enseñó inglés en el Berliner Abendgymnasium y se unió - por decreto obligatorio - a la asociación nacionalsocialista de maestros.
Escribió para el diario en inglés Berlin Topics con la hija del embajador americano Martha Dodd y en alemán para el Berliner Tageblatt y Die Literatur hasta 1935. 
Mildred Harnack visitó Estados Unidos en 1936 y disertó sobre las relaciones germano-americanas.
Junto a su esposo Arvid, el escritor Adam Kuckhoff y su mujer Greta, iniciaron los debates que llevarían a la creación de la red de resistencia y espionaje que la Gestapo llamó la Orquesta Roja (Rote Kapelle). Entre 1940-41 dieron información a los rusos sobre los posibles ataques, planes y la Operación Barbarroja.
En julio de 1942 el Oberkommando des Heeres descifró los mensajes y la Gestapo los arrestó. Arvid fue juzgado y sentenciado a muerte y Mildred a seis años de prisión. Hitler cambió la sentencia, ordenando un nuevo juicio que culminó con su decapitación el 16 de febrero de 1943. Sus últimas palabras fueron "Und ich hatte Deutschland so geliebt" ("Y amé tanto a Alemania").

## Traducciones
- Irving Stone: Lust for Life (Vincent van Gogh. Ein Leben in Leidenschaft) Berlín 1936, Universitas.
- Walter D. Edmonds: Drums along the Mohawk (Pfauenfeder und Kokarde) Berlín 1938, Universitas.

## Publicaciones
- Mildred Harnack: Die Entwicklung der amerikanischen Literatur der Gegenwart in einigen Hauptvertretern des Romans und der Kurzgeschichte Philosophische Fakultät der Ludwigs-Universität zu Gießen, Gießen 1941
- Mildred Harnack: Variationen uber das Thema Amerika: Studien zur Literatur der USA, Berlín: Aufbau Verlag, 1988

## Literatura
- Shareen Blair Brysac: Resisting Hitler. Mildred Harnack and the Red Orchestra. Oxford University Press 2000. ISBN 0-19-515240-9
- Shareen Blair Brysac: Mildred Harnack und die "Rote Kapelle". Scherz-Verlag, Bern 2003, ISBN 3-502-18090-3
- Anne Nelson: Red Orchestra: the Story of the Berlin Underground and the Circle of Friends Who Resisted Hitler. Random House 2009. ISBN 978-1-4000-6000-9
- Stefan Roloff Die Rote Kapelle. Die Widerstandsgruppe im Dritten Reich und die Geschichte Helmut Roloffs. Ullstein, Berlín 2002, ISBN 3-548-36669-4